# Eufom
eufom unterhielt als staatlich anerkannte private Universität mit Sitz in Luxemburg einen eigenen Studienbetrieb mit Bachelor- und Master-Programmen im Bereich Business Administration, European Management und Banking & Finance bis einschließlich Juli 2016. Seit dem Wintersemester 2016/17 zeichnet die neu gegründete selbständige luxemburgische "ISEC-Hochschule der Wirtschaft" für den Studienbetrieb der eufom verantwortlich. Träger der staatlich anerkannten und akkreditierten ISEC University sind die Handelskammer und die Handwerkskammer des Großherzogtums.

## Universität
Die private eufom European University for Economics & Management A.s.b.l. wurde im Januar 2012 vom luxemburgischen Ministerium für Hochschulwesen und Forschung staatlich anerkannt und akkreditiert. Zum Wintersemester 2012/13 nahm die nach luxemburgischem Recht organisierte Universität den Studienbetrieb an ihrem Sitz auf dem Kirchberg-Plateau in Luxemburg auf.
Das europäisch ausgerichtete Studium der eufom University richtete sich an Berufstätige und Auszubildende der Großregion und des Großherzogtums Luxemburg, die sich neben ihrer unternehmerischen oder betrieblichen Tätigkeit akademisch qualifizieren wollten. Unterrichtssprachen waren Deutsch (Bachelor) und Englisch (Master).

### Studienangebot
Das Studienangebot der eufom University umfasste die berufsbegleitenden Bachelor-Studiengänge:
- Banking & Finance,
- Business Administration,
- International Management
- European Management,
- European Business & Psychology.

sowie den berufsbegleitenden Master-Studiengang:
- Master of Business Administration (MBA).

### Zugangsvoraussetzungen
Zum Studium erhielt Zugang, wer über einen allgemeinen oder fachbezogenen Sekundarschulabschluss (Hochschulreife) oder eine als gleichwertig anerkannte Vorbildung verfügte.

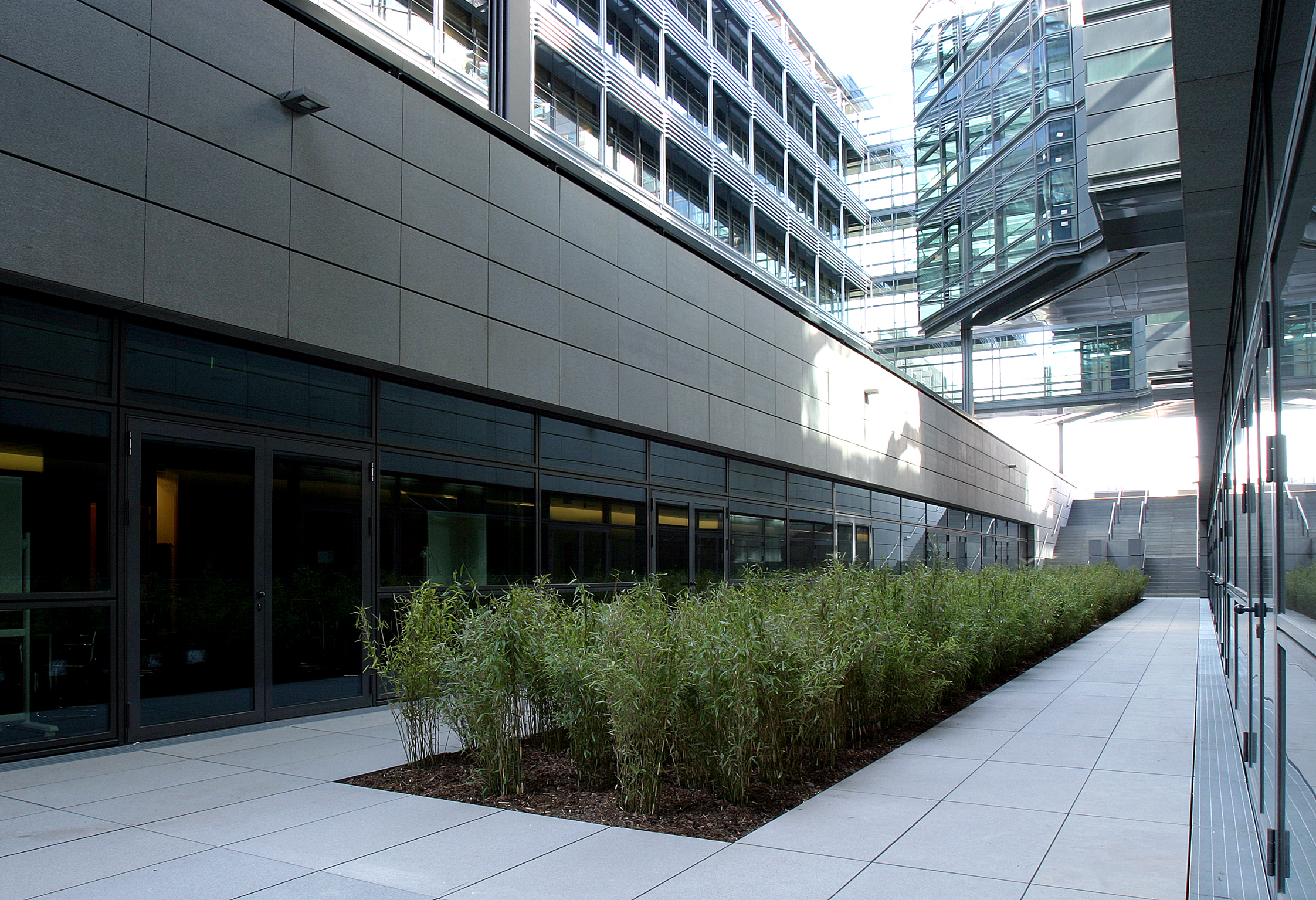
eufom University – Sicht aus einem Vorlesungsraum

- Inhaber eines ausländischen Bildungsabschlusses erhielten den Zugang zum Studium, wenn der ausländische Bildungsabschluss vom luxemburgischen Bildungsministerium als gleichwertig anerkannt wurde. Zum Beispiel:
  - Allgemeine Hochschulreife (Abitur) oder Fachhochschulreife
  - Diplôme de fin d’études secondaires
  - Diplôme de fin d’études secondaires techniques
  - Diplôme de technicien

- Berufstätige mit Nachweis einer zumindest dreijährigen Berufstätigkeit mit Bezug zum gewählten Studiengang. Eine teilweise Anerkennung von Studienmodulen und/oder Zulassung zu Aufbaustudiengängen konnte gemäß VAE (Validation des Acquits de l'Expérience) beantragt werden. Damit bot die eufom University in der Großregion Luxemburg, Saarland und Rheinland-Pfalz eine weiterführende universitäre Ausbildung[5] für BTS-, IHK- und VWA-Absolventen mit entsprechenden Vorstudien. Die Entwicklung des Studienmodells erfolgte in Kooperation mit der Chambre de Commerce Luxembourg und deren Bildungseinrichtung der Luxembourg School for Commerce, LSC.

Da die Studiengänge für Berufstätige konzipiert waren, wurde eine Berufstätigkeit empfohlen, war aber nicht zwingend erforderlich.

### Rektorat
Das Rektorat leitete die Universität und vertrat sie nach außen. Es überwachte die Einhaltung der rechtlichen Bestimmungen und beschloss den Entwicklungsplan der Universität – einschließlich des Studienangebots, der Forschungsschwerpunkte und der Universitätsorganisation. Zudem zeichnete es für das Prüfungs- und Berufungswesen der Universität verantwortlich.

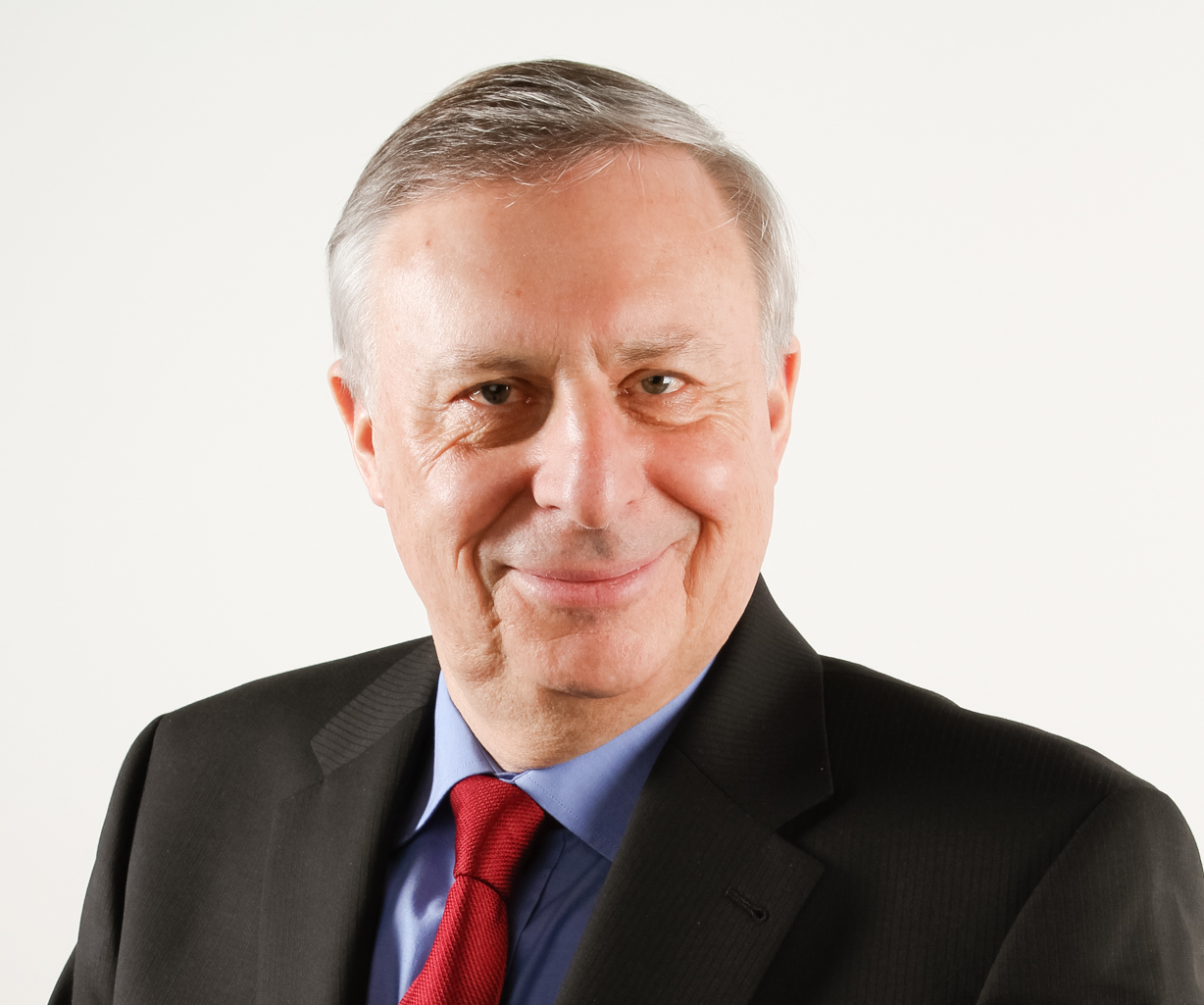
Gründungsrektor Andre Reuter

Dem letzten Rektorat der eufom gehörten an:
- Franz Peter Lang, Rektor
- Gérard Eischen, stellvertretender Rektor[7]
- Harald Beschorner, Verwaltungsdirektor

Gründungsrektor der eufom University war André Reuter, der die luxemburgische Hochschule von 2012 bis 2015 als Rektor führte. Weitere Mitglieder des Gründungsrektorats der eufom University waren die beiden Prorektoren Franz Peter Lang und Kurt Reding. Zum Wintersemester 2016/2017 hat Reuter die eufom University verlassen und als Gründungsrektor der ISEC HdW die Leitung der Hochschule der Wirtschaft übernommen.

## Forschung
Ein Forschungsschwerpunkt der eufom University war das Themenfeld "Immaterielle Wirtschaftsgüter" – nicht zu verwechseln mit „Immateriellen Vermögensgegenständen“. Gemeinsam mit Kooperationspartnern wurden neben der rechtliche/steuerrechtlichen Dimension gleichberechtigt auch ökonomische und psycho-soziale Aspekte betrachtet. Dabei erforschte die eufom University einerseits die wirtschaftliche Erfassung und Bewertung und andererseits die rechtliche Absicherung immaterieller Wirtschaftsgüter (z. B. Geistiges Eigentum, Patente und Marken aber auch Wissen der Mitarbeiter und Qualität des Managements) mit dem Ziel, die Kompetenz der Universität in technischer, ökonomischer und juristischer Hinsicht zu steigern und den Transfer wissenschaftlicher Erkenntnisse in die unternehmerische Praxis zu fördern.
Zu den Partnern der eufom gehörten neben dem luxemburgischen Wirtschaftsministerium und der Chambre de Commerce unter anderem das Centre de Veille Technologique (CVT) im CRP-Henri-Tudor und die Forschungsgruppe zum Geistigen Eigentum der Universität Szeged in Ungarn.
Thomas Gergen leitete den Forschungsschwerpunkt.

## Kooperationen
In Luxemburg kooperierte die eufom University mit der LSC, der Luxembourg School for Commerce, der Chambre de Commerce, dem European Institute for Knowledge & Value Management (EIKV) und dem International Institute for Performance Management (IPERF).
In Deutschland kooperierte die eufom University mit der FOM Hochschule. Die von einer gemeinnützigen Stiftung getragene FOM Hochschule, eine Initiative der deutschen Wirtschaft, führt seit 1993 berufs- und ausbildungsbegleitende Studiengänge durch. Heute studieren fast 38.000 Berufstätige und Auszubildende an der FOM Hochschule. Die eufom nutzte das Qualitätsmanagement der FOM Hochschule, die seit Anfang 2012 systemakkreditiert ist.

## Konferenzreihe
Zusammen mit der LSC, der Luxembourg School for Commerce, veranstaltete die eufom University die bereits 2002 vom European Institute for Knowledge & Value Management (EIKV) in Zürich ins Leben gerufene Konferenzreihe „University meets Business“ unter dem Leitmotto „praxisrelevante Wissenschaft für KMU’s in einer vernetzten Gesellschaft“.
Ziel der Konferenzreihe war es, die gesellschaftliche Relevanz universitärer Forschung sichtbar und neue wissenschaftliche Erkenntnisse nutzbar zu machen. Dabei verstand die eufom University Innovation als „anders sein“ und begrenzte sie nicht auf den technologischen Fortschritt.